# I Love You, Beth Cooper
I Love You, Beth Cooper (bra: Eu Te Amo, Beth Cooper; prt: Uma Noite com Beth Cooper) é um filme estadunidense de comédia romântica de 2009, dirigido por Chris Columbus, o mesmo diretor de Harry Potter e a Pedra Filosofal e Harry Potter e a Câmara Secreta. Estrelado por Hayden Panettiere e Paul Rust. É baseado no romance de Larry Doyle, com Doyle também escrevendo o roteiro do filme.

## Enredo
Ao longo de 4 anos no ensino médio, Denis Cooverman (Paul Rust) sentou atrás de seu sonho, a cheerleader mais popular do colégio Beth Cooper (Hayden Panettiere), sem ter coragem de se declarar. Agora ele fará o discurso de graduação de sua turma e vê este como sendo o momento exato de manifestar seu amor por Beth. Para sua surpresa, após a graduação ela aceita o convite para ir a uma festa em sua casa. Só que a ideia não agrada o militar Kevin (Shawn Roberts), ex-namorado de Beth, que a encontra através do localizador de sinal de seu celular. Quando Kevin e seus amigos chegam à casa de Denis, eles destroem o local e passam a persegui-lo. É quando ele e efeminado Rich Munst (Jack Carpenter), seu melhor amigo, são resgatados por Beth, Cammy Alcott (Lauren London) e Treece Kilmer (Lauren Storm). É a chance para que Denis enfim conhece a garota com que sempre sonhou e viver uma noite maluca cheia de confusões e contratempos, típicos de adolescentes.

## Elenco
- Hayden Panettiere (Beth Cooper)
- Paul Rust (Denis Cooverman)
- Jack Carpenter (Richard "Rich/Dick" Munsch)
- Lauren London (Cameron "Cammy" Alcott)
- Lauren Storm (Teresa "Treece" Kilmer)
- Shawn Roberts (Kevin Micheals)
- Jared Keeso (Dustin Klepacki)
- Brendan Penny (Sean Doyle)
- Marie Avgeropoulos (Valerie "Valli" Wooley)
- Josh Emerson (Greg Saloga)
- Alan Ruck (Sr. Cooverman)
- Cynthia Stevenson (Sra. Cooverman)
- Pat Finn (Técnico Raupp)
- Andrea Savage (Dr. Gleason)
- Anna Mae Routledge (Patty Keck)

## Produção

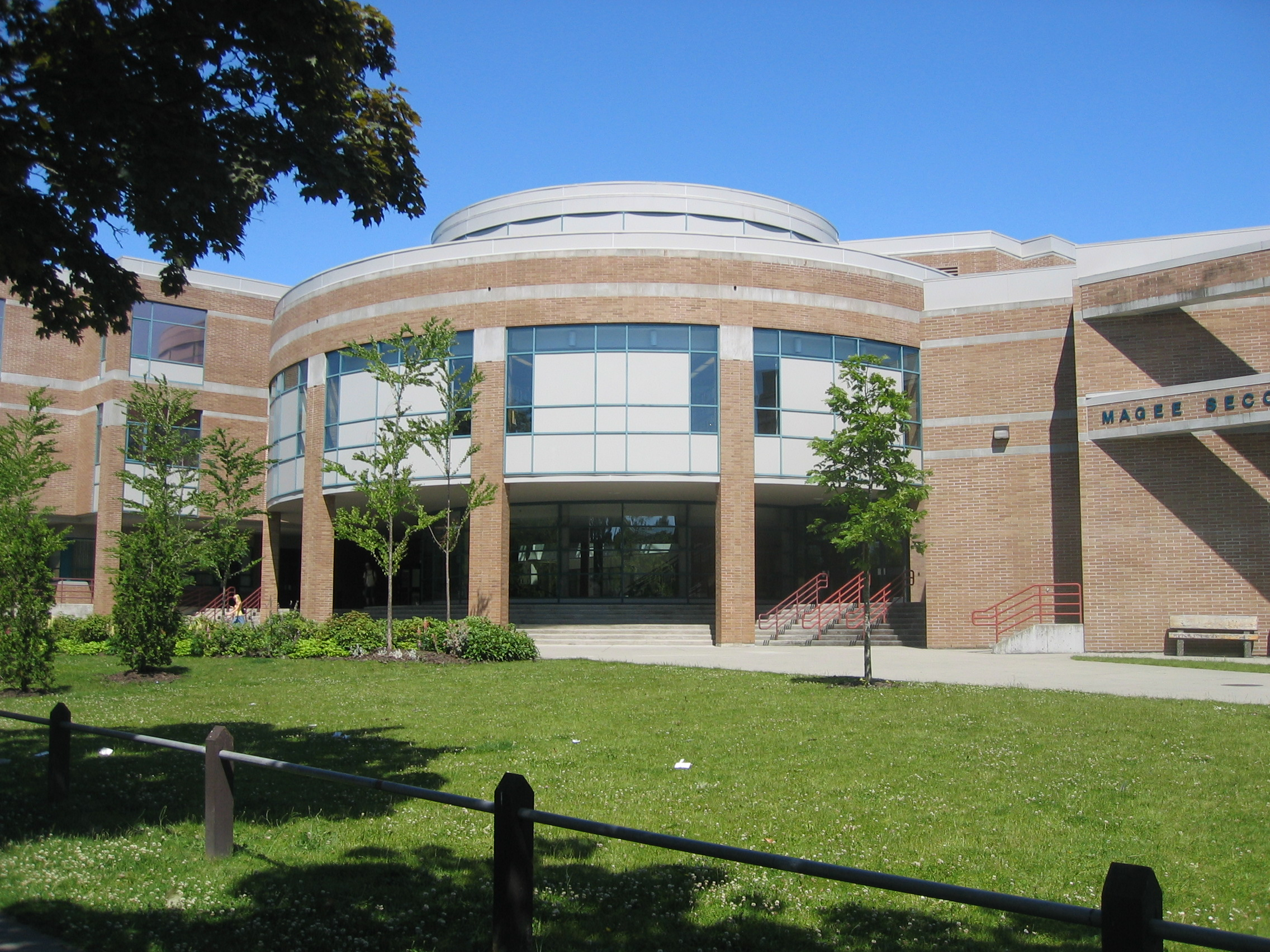
Magee Secondary School, onde foi filmado parte do filme.

No início de 2008, os produtores anunciaram que o romance I Love You, Beth Cooper seria transformado em filme, com a atriz Hayden Panettiere no papel-título.  As filmagens começaram em 2008, com um lançamento previsto para 10 de julho de 2009. O filme foi dirigido por Chris Columbus, com o roteiro escrito por Doyle, que declarou que concebeu I Love You, Beth Cooper como um filme. Como não conseguiu interessados em rodar a história, decidiu lançá-la como livro.
As filmagens foram realizadas na Centennial Secondary School, Magee Secondary School e na St. Patrick Regional Secondary School; todos localizados em Vancouver, Colúmbia Britânica. A escola vista em cena, Buffalo Glenn High School, é baseada na escola do roteirista Larry Doyle, Buffalo Grove High School.
O site oficial do filme foi lançado em 14 de fevereiro de 2009, com um tema do Dia dos Namorados "personalizar seu próprio trailer e e-card" Widget que permitiu a personalização do trailer e que poderiam ser enviadas para os entes queridos, amigos e familiares.
O filme foi produzido e originalmente lançado pela Fox Atomic, subsidiária da Fox, mas a distribuição nos cinemas voltou à 20th Century Fox depois que a Atomic foi encerrada em abril de 2009.

## Trilha sonora
A trilha sonora contém várias músicas de rock e música pop, incluindo Alice Cooper, Kiss e Smokey Robinson. A primeira faixa é cantada por Violet Columbus, filha do diretor.
1. Forget Me - Violet Columbus
2. Try It Again - The Hives
3. Come Out Of The Shade - The Perishers
4. Sway - The Kooks
5. Last Kiss - Christophe Beck
6. Catch Me If You Can - Gym Class Heroes
7. Too Much, Too Young, Too Fast - Airbourne
8. A Good Idea At The Time - OK Go
9. Beth Cooper Suite - Christophe Beck
10. Beth - Kiss
11. Cruisin' - Smokey Robinson
12. Who Knew? Who Knew? - Christophe Beck
13. Feels Like The First Time - Foreigner
14. School's Out - Alice Cooper
15. Forget Me - Eleni Mandell
16. Let It Be Me - Ray LaMontagne

## Recepção

### Bilheteria
No fim de semana de estreia (10 a 12 de julho), o filme arrecadou US$4,919,433 em 1,858 cinemas, o que foi suficiente para o sétimo lugar. O filme arrecadou US$14,800,725 nas bilheterias domésticas e US$1,581,813 em outros territórios, e terminou sua exibição nos cinema em todo o mundo com um total de US$16,382,538. 

### Resposta da crítica
O filme recebeu críticas negativas. No Rotten Tomatoes, o filme tem uma taxa de aprovação de 13%, com base em 119 críticas profissionais. O consenso do site declara: "Pesadamente dependente de estereótipos e clichês superficiais de comédia adolescente, I Love You Beth Cooper é um caso sem humor que falha em capturar o encanto de seu romance original". Em Metacritic, o filme tem uma pontuação de 32% com base em críticas de 30 críticos, indicando críticas geralmente desfavoráveis. O público pesquisado pelo CinemaScore atribuiu ao filme uma nota B- na escala de A a F. 